# 波克罗夫斯科耶-斯特列什涅沃区
波克罗夫斯科耶-斯特列什涅沃区（俄語：район Покровское-Стрешнево）是莫斯科西北行政区的一区，面积12.9平方公里，人口67,364人。它与南图希诺区、沃伊科韦茨区、休基诺区、斯特罗吉诺区和米季诺区接壤。